# Shoko Hamada
Shoko Hamada (浜田 彰子, Hamada Shōko) is een Japans voormalig voetbalster.

## Carrière
Hamada maakte op 21 januari 1986 haar debuut in het Japans vrouwenvoetbalelftal tijdens een wedstrijd tegen India. Ze heeft twee interlands voor het Japanse vrouwenelftal gespeeld.

## Statistieken
| Japans vrouwenvoetbalelftal | Japans vrouwenvoetbalelftal | Japans vrouwenvoetbalelftal |
| Jaar                        | Wed.                        | Dlp.                        |
| --------------------------- | --------------------------- | --------------------------- |
| 1986                        | 2                           | 0                           |
| Totaal                      | 2                           | 0                           |